# Depreciering
Depreciering innebär nedskrivning av värdet på en kapitalvara eller annan tillgång.
Motsatsen till depreciering är appreciering, det vill säga att värdet på en kapitalvara eller annan tillgång skrivs upp. Begreppet används vanligen när en valuta har rörlig växelkurs (en "fritt" flytande valuta). Med depreciering menas då en minskning av värdet på en valuta med rörlig växelkurs relativt andra valutor.
Motsatsen appreciering, betyder en ökning av värdet på en valuta med rörlig växelkurs relativt andra valutor. De begrepp som på liknande sätt används vid fast växelkurs är "devalvering" (en minskning) och mindre vanligt "revalvering" (en ökning).
Det engelska ordet depreciation används inom bokföring och betyder avskrivning.